# Peanut Butter Wolf
Chris Manak, melhor conhecido por seu nome artístico Peanut Butter Wolf, é um DJ e produtor musical norte-americano de San Jose, Califórnia. Ele é o fundador da gravadora Stones Throw Records.

## Discografia

### Álbuns de estúdio
- 1994: Peanut Butter Breaks (Upstairs Records)
- 1999: My Vinyl Weighs a Ton
- 2003: Big Shots part. Charizma

### Álbuns compilados
- 2002: Peanut Butter Wolf's Jukebox 45's (Stones Throw Records)
- 2006: Chrome Children (Stones Throw Records)
- 2007: Chrome Children Vol. 2 (Stones Throw Records)
- 2007: B-Ball Zombie War (Stones Throw Records)
- 2009: Straight to Tape 1990-1992

### Mixtapes
- 2002: Fusion Beats
- 2003: Badmeaningood Vol.3
- 2006: 666 Mix
- 2006: Chrome Mix
- 2007: Zombie Playoffs
- 2007: Ladies First
- 2008: Be Our Valentine w/ Prince Paul

### EPs
- 1996: Step on Our Ego's?
- 1996: Lunar Props
- 1998: Styles, Crews, Flows, Beats

### Singles
- 1997: "Run the Line" b/w "The Undercover (Clear & Present Danger)"
- 1999: "Definition of Ill"
- 1999: "Tale of Five Cities"

### Como convidado
- Deltron 3030 - "St. Catherine St." de Deltron 3030 (2000)

### Produções
- Kool Keith - "Wanna Be a Star" (1996)